# Sertorius (Corneille)
Pour l’article homonyme, voir Sertorius.
Sertorius est une pièce de théâtre tragique en cinq actes et en vers du dramaturge Pierre Corneille, créée pour le Théâtre du Marais de Paris le 25 février 1662, puis publiée en juillet de la même année.

## Critiques
Le 3 novembre 1661, Pierre Corneille écrivait à l'Abbé de Pure, littérateur et érudit, pour lui demander "de ne pas vous contenter du bruit que les comédiens font de mes deux actes (c'est-à-dire les deux premiers actes de Sertorius), mais d'en juger vous-même et de m'en mander votre sentiment, tandis qu'il y a encore lieu à la correction."
Dans le jugement du critique littéraire George Saintsbury, Sertorius est « l’une des pièces les plus fines de Corneille » ; de plus, « les personnages d’Aristie, de Viriate et de Sertorius lui-même (…) ne sont à surpasser ni en grandeur de pensée, ni en félicité de dessein, ni en justesse de langage ».

## Personnages
- Perpenna, lieutenant de Sertorius ; amoureux de Viriate
- Aufide, compagnon de Perpenna qui lui conseille de trahir Sertorius
- Sertorius, commandant rebelle romain en Espagne ; amoureux de Viriate
- Aristie, femme répudiée de Pompée qui veut épouser Sertorius pour raisons d’état ; toujours amoureuse de Pompée
- Viriate, fille et héritière de Viriatus qui veut épouser Sertorius
- Thamire, compagne de Viriate
- Pompée, général romain
- Arcas, messager venu de Rome à Aristie (c’est l’affranchi du frère d’Aristie)
- Celsus, un officier de Pompée

## Citations
"la guerre civile est le règne du crime"

- (Acte I, scène 2)

« On a peine à haïr ce qu'on a bien aimé

Et le feu mal éteint est bientôt rallumé. »

— (Acte I, scène 3)

« Je n'appelle plus Rome un enclos de murailles

Que ses proscriptions comblent de funérailles :

Ces murs, dont le destin fut autrefois si beau,

N'en sont que la prison, ou plutôt le tombeau ;

Mais pour revivre ailleurs dans sa première force,

Avec les faux Romains elle a fait plein divorce ;

Et comme autour de moi j'ai tous ses vrais appuis,

Rome n'est plus dans Rome, elle est toute où je suis. »

— (Acte III, Scène 1)
"Ah! Pour être romain,je n'en suis pas moins homme"

— (Acte IV, Scène1)

« Il est beau de tenter des choses inouïes,

dut-on voir par l’effet ses volontés trahies. »

— (Acte IV, scène 2)

## Sertoriuset Molière
Molière reprend le vers 1868 de Sertorius (« Je suis maître‚ je parle : allez‚ obéissez ») dans L’École des femmes. Il semble que Sertorius soit la pièce de Corneille que la troupe de Molière ait le plus jouée : par la reprise d’un vers‚ il est probable que Molière rende hommage à la tragédie de Corneille. Il reprend également le vers 1194, IV,1 de Sertorius ("Ah! Pour être Romain, je n'en suis pas moins homme") dans Tartuffe ("Ah! Pour être dévot, je n'en suis pas moins homme", vers 966, III,3).